# Rick Kent
Rick Kent est un réalisateur, scénariste monteur et producteur américain.

## Filmographie
Réalisateur
- 2002 : Modern Tribalism (court-métrage)
- 2003 : Starlet (court-métrage)
- 2005 : Chutzpah, This Is? (court-métrage)

Scénariste
- 2005 : Chutzpah, This Is? (court-métrage)

Monteur
- 1999 : Suspects in the Murder of Miss May (court-métrage)
- 2002 : Modern Tribalism (court-métrage)
- 2002 : AFP: American Fighter Pilot (série télévisée)
- 2003 : Starlet (court-métrage)
- 2004 : Viva La Bam (série télévisée)
- 2005 : Chutzpah, This Is? (court-métrage)
- 2006 : Just for Laughs (série télévisée)
- 2006 : Off the Record (série télévisée, 1 épisode)
- 2007 : Mind of Mencia (série télévisée, 6 épisodes)
- 2008 : Sunday! Sunday! Sunday! (TV)
- 2008 : State of the Union (série télévisée, 5 épisodes)

Producteur
- 1999 : Suspects in the Murder of Miss May (court-métrage)
- 2002 : Modern Tribalism (court-métrage)
- 2003 : Starlet (court-métrage)

## Distinctions
- San Francisco Docfest : Audience Award du meilleur court-métrage pour Starlet